# 瓦尔特·卡岑施泰因
瓦尔特·卡岑施泰因（德語：Walter Katzenstein，1878年10月8日—1929年8月9日），德国男子赛艇运动员。他曾代表德国参加1900年夏季奥林匹克运动会赛艇比赛，获得男子四人单桨有舵手金牌。